# Gündüz Alp
Gündüz Alp (en turc ottoman : غندوز آلپ بن ارطُغرُل), né vers 1245 et mort en 1299 à İnegöl. Il est le grand frère d'Osman Ier, le fondateur de l'Empire ottoman.

## Biographie

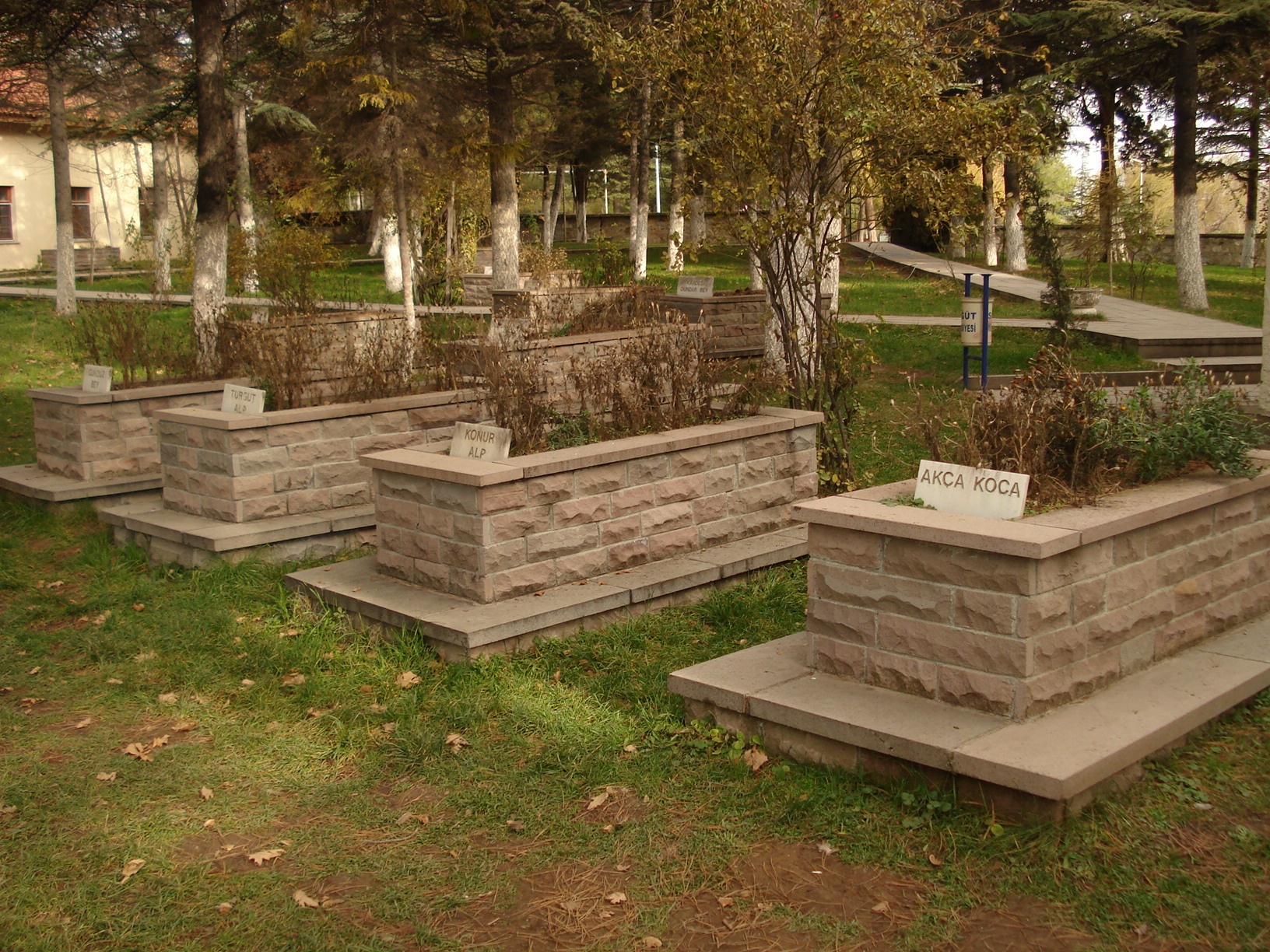
Tombe de Gündüz Alp dernier à gauche à Söğüt.

Selon certaines sources, le nom d'un des fils d'Ertuğrul était aussi Gündüz Alp et donc le frère d'Osman Ier. Les histoires ottomanes, écrites autour du XVe siècle, diffèrent dans les détails sur l'ascendance d'Osman.

### Père d'Ertuğrul
Trois pièces de monnaie frappées par Osman à Yenişehir, (Bursa) pendant son règne qui se lisent "Osman bin Ertuğrul bin Gündüz Alp" ont montré que le nom du père d'Ertuğrul était Gündüz. De nombreux professeurs d'histoire contemporaine comme İlber Ortaylı, Halil İnalcık, Erhan Afyoncu, Yılmaz Öztuna et Osman Turan ont démontré que ces livres d'histoire écrits il y a plus de six cents ans avaient commis une erreur en déterminant le père d'Ertuğrul pour certaines raisons et avait donné à tort le nom du père d'Ertuğrul comme Suleyman Shah au lieu de Gündüz Alp en raison de la similitude du nom de Suleyman Chah le fondateur du Sultanat de Roum et l'ancêtre présumé d'Osman, Suleyman Shah.

### Fils d'Ertuğrul
Selon Câm-ı Cem-Âyîn de Hasan bin Mahmûd el-Bayâtî, Aşıkpaşazade History of Âşıkpaşazâde et Kitâb-ı Cihannümâ de Neşrî le nom d'un des fils d'Ertuğrul qui était l'un des frères d'Osman, était Gündüz qui avait un fils nommé Aydoğdu Bey. Certaines autres sources indiquent également qu'il avait un autre fils, Aktimur Bey, qui était soldat et fonctionnaire du gouvernement dans l'établissement de l'Empire ottoman. Ce Gündüz avait un autre frère nommé Saru Batu Savcı Bey (Savcı Beg),. Osman peut aussi avoir eu un neveu nommé Gündüz.
Il est l'aîné des trois fils d'Ertuğrul.
Sa mère était Halime Hatun.
Il a été gouverneur de la ville d'Eskişehir de 1289 à 1299 sous les ordres de son frère, Osman.
Gündüz s'est marié avec Ayşe Hatun et il a eu deux fils et une fille, nommés Aydoğdu Bey, tués lors de la bataille de Bapheus, Aktimur Bey et Eftandise Hatun, cette dernière est l'épouse d'Orhan le second sultan ottoman.
Il est tué en 1299, lors de la prise de la ville d'İnegöl à l'âge de 54 ans.

### Gündüz Alp dans la culture populaire
La série télévisée turque Kuruluş/Osmancık de 1988, il est interprété par Eşref Kolçak.
Dans la série télévisée turque Diriliş: Ertuğrul, relate de manière romancée la vie d'Ertuğrul Gâzi de 2014 à 2019, il est interprétés par Arif Diren adulte et Yaman Tumen enfant.
Dans la série télévisée Kuruluş: Osman, la suite de la série précédente qui relate la vie d'Osman, il est interprété par Emre Basalak.